# Stig Brink
Stig Holger Einar Brink, född 25 maj 1932 i Göteborg, död 13 december 2018, var en svensk jurist.
Stig Brink avlade juris kandidatexamen vid Lunds universitet 1955. Efter tingsmeritering blev han fiskal i Svea hovrätt 1959 och tf rådman i Kristinehamns rådhusrätt 1960. Han var vattenrättssekreterare i Mellanbygdens vattendomstol 1961–1965 och adjungerad ledamot i Vattenöverdomstolen 1965–1968. Brink utnämndes till assessor i Svea hovrätt 1967. Han var biträdande sekreterare och tf sekreterare i riksdagens 3:e lagutskott 1968–1970, kanslichef i riksdagens lagutskott 1971–1973, sakkunnig i Justitiedepartementet 1972–1973 och expeditionschef i Bostadsdepartementet 1973–1980. Stig Brink utnämndes 1974 till hovrättsråd. Han var regeringsråd (domare i Regeringsrätten) 1980–1998, från 1994 som ordförande på avdelning i Regeringsrätten. Han var ledamot av lagrådet 1983–1985. Brink är begravd på Fleninge kyrkogård.

## Utmärkelser
- Kommendör av Nordstjärneorden, 3 december 1974.[2]